# بيلي باتي
بيلي باتي (بالإنجليزية: Billy Batty)‏ (13 يوليو 1886 في المملكة المتحدة - ) هو لاعب كرة قدم بريطاني (وحمل سابقاً جنسية المملكة المتحدة لبريطانيا العظمى وأيرلندا) في مركز مهاجم داخلي. لعب مع سويندون تاون وشيفيلد يونايتد ونادي بارنسلي ونادي بريستول سيتي ولينكولن سيتي أف سي.